# Новосильцев, Пётр Петрович
Пётр Петрович Новосильцев (9 (20) декабря 1797, Москва — 27 сентября (9 октября) 1869, Москва) — русский государственный деятель, тайный советник, камергер. Московский вице-губернатор (1838—1851), рязанский губернатор (1851—1858).

## Биография
Происходил из орловских мещан Новосильцевых, получивших дворянство. Родился 9 (20) декабря 1797 года — младший сын Петра Ивановича Новосильцева (1744—1805), сумевшего «выйти в люди» благодаря своему браку с Екатериной Александровной Торсуковой (1755—1842), свойственницей камер-юнгфрау М. С. Перекусихиной.
В 1816 году был принят в Свиту по квартирмейстерской части колонновожатым, с 12 августа 1817 года прапорщик, в 1818 году по болезни уволен в отставку. В 1820 году поступил корнетом в Лейб-Кирасирский полк, с 1821 по 1826 года адъютант московского генерал-губернатора Д. В. Голицына. В 1823 году зачислен в лейб-гвардии Кавалергардский полк, с 1831 года ротмистр. Числился в полку до 1838 года без прохождения службы.
Гражданскую службу начал коллежским советником (05.02.1838), затем — статский советник, действительный статский советник, в звании камергера. В 1838—1851 года занимал должность московского вице-губернатора; с 1851 года — рязанский гражданский губернатор, где проявил себя энергичным администратором, лично производя ревизии в уездах.
Все его преобразования тяжёлым бременем легли на плечи крестьян, поднявших в 1857 году восстание в одном из сел Зарайского уезда. Оно было подавлено, а имя Новосильцева попало на станицы газеты «Колокол», сам он стал «героем» стихотворения Некрасова «Бунт». В 1858 году после крестьянских волнений Новосильцев был уволен и переведён в Министерство внутренних дел. 
Выйдя в отставку, жил за границей. С 1861 года — тайный советник.
Был знаком с Пушкиным, Гоголем, Тургеневым и Фетом. По словам современника, Новосильцев был способным человеком, быстро усваивавшим суть всякого дела, и одарён был хорошей памятью. Разговор его был оживлён и непременно приправлен остротами и анекдотами, а изящные его манеры выказывали в нем истинного джентльмена, но он был крайне легкомысленным человеком, и, никому не делая зла, имел много врагов.
В молодости слыл дамским любезником и состоял в любовных связях с великосветскими красавицами, что было удивительно, так как имел лицо орангутанга (подбородок его выдавался вперёд, за что получил прозвище «casse-noisettes», «щелкунчик»). В старости имел слабость молодиться, в 60 лет, он выдавал себя за 55-летнего, а на вид казался даже старше 60 лет. Из себя был худенький, лысый, сгорбленный и с хрипловатым от природы голосом. В последние годы жизни из-за грыжи проводил в лежачем положении по целым дням. 
Умер 27 сентября (9 октября) 1869 года. Похоронен на Лазаревском кладбище в Москве вместе с первой супругой.

## Семья
Был дважды женат:
Первая жена (с 5 октября 1820 года) — Анастасия Павловна Мансурова (12.09.1789—21.08.1830), узаконенная дочь сенатора П. А. Мансурова. Венчались в Петербурге в Исаакиевском соборе. Умерла от чахотки. Её красивое многофигурное надгробие погибло при уничтожении Лазаревского кладбища в Москве. Правую часть памятника в 1935 году привезли в Донской монастырь и свалили близ мавзолея Зубовых. Дети:
- Екатерина (1821—15.06.1825[5])
- Пётр (1823—01.04.1828[6])
- Екатерина (27.10.1825[7]—1858), за свою некрасивую внешность, получила в обществе прозвище Жоко; замужем за Н. С. Вяземским; умерла от чахотки.
- Иван (14.10.1827[8]—24.05.1890), шталмейстер.
- Пётр (ум. 1843)

Вторая жена (с 5 июля 1842 года) — Меропа Александровна Беринг (1811—05.03.1880), сестра московского обер-полицмейстера А. А. Тимашева-Беринга и падчерица князя Н. Г. Вяземского. По свидетельству современницы, 16-летняя дочь Новосильцева была против второго брака отца и не желала жить с мачехой. Поэтому он намеревался отвезти её в Берлин и оставить там у родственницы, «а после возвратится и женится на своей Дульцинее». Брак этот наделал много шума в свете и нашел свое отражение в ходившем по городу язвительном каталоге в «Истории бывшего молодого человека, попавшего в сети старой девы». По отзыву графа Бутурлина, Меропа Александровна внешне была свежа, имела пышные плечи и светло-каштановые волосы. Как жена губернатора, была хозяйкой салона и, обладая искусством «tenir son salon», умела веселить все местное общество. Будучи очень доброй, она всегда была готова отдать последние нуждающемуся. С 1846 года состояла попечительницей Общества для бедных Мещанской части Москвы. По оригинальному её имени, в городе Новосильцову называли просто «Меропа». Лично знала Лермонтова. Была подругой Е. Ростопчиной и часто посещала её «субботы». Умерла от паралича во Франции и была похоронена на кладбище Пасси в Париже.
- Софья (1846— ?), в замужестве (с 15.01.1873, Париж) за французским капитаном конно-егерского полка Мари-Гумбертом Лябб де Шангран (1838— ?).